# リーズ国際ピアノ・コンクール
リーズ国際ピアノコンクール（The Leeds International Pianoforte Competition）は、イギリス、イングランド北部の都市リーズで開催される国際的なピアノコンクール。

## 歴史

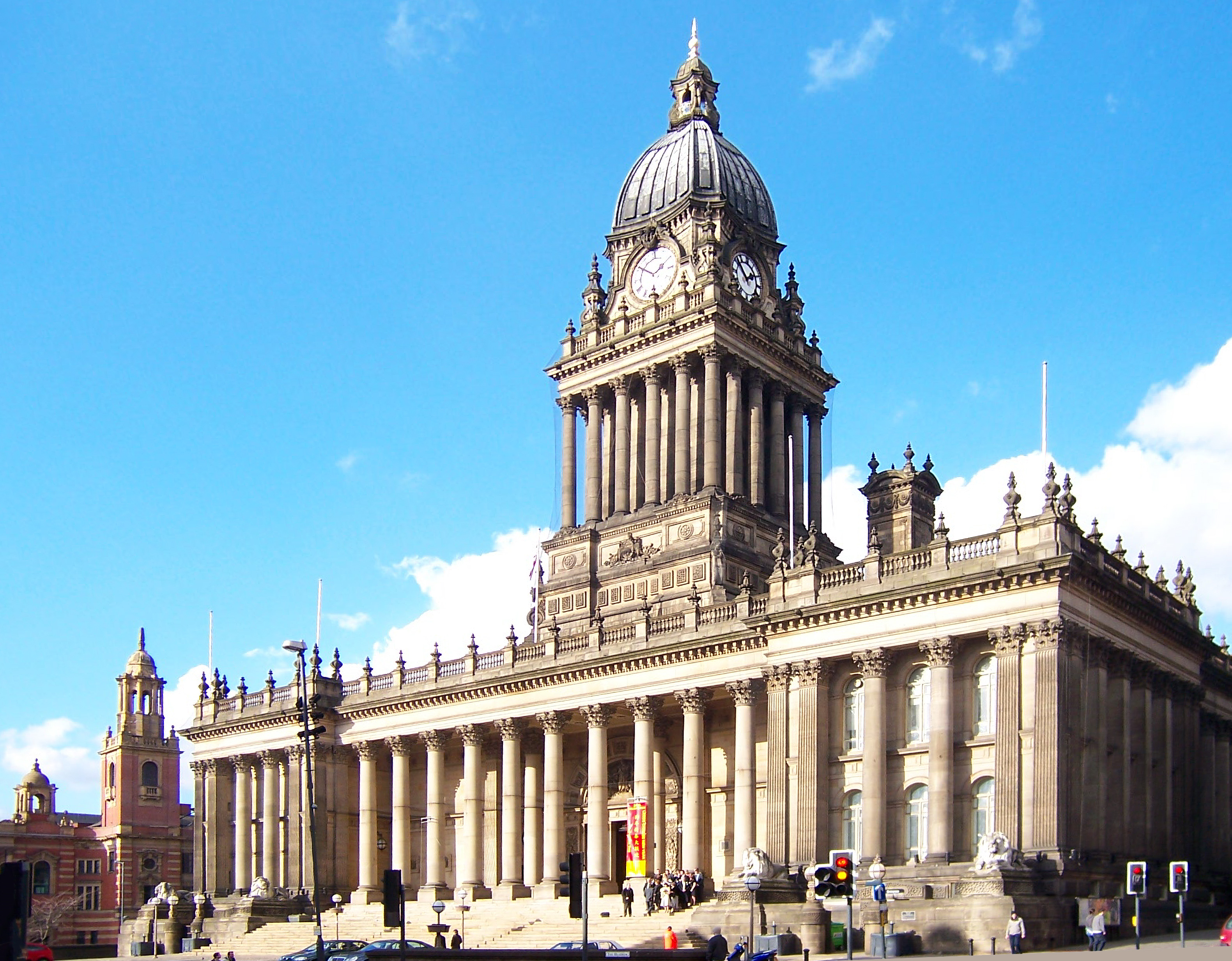
コンクールの本選会場リーズ・タウン・ホール

過去の受賞者には、ラドゥ・ルプ、マレイ・ペライア、内田光子、小川典子、ソフィア・グルャク、大崎結真、アンヌ・ケフェレック、アルトゥール・モレイラ・リマをはじめ、多くの名ピアニスト達が含まれる。第1回コンクール開催2年前の1961年にピアニストのファニー・ウォーターマンとマリオン・ソープが創設。1963年より原則3年ごとに開催されている。開催地はウェスト・ヨークシャーのリーズである。

## 特徴
かつてはヴァン・クライバーン国際ピアノコンクールと同じほどのレパートリーを要求される過酷なコンクールであったが、この点は21世紀以降緩和された。2015年のレヴェルについては批判もあった。
2018年度からウォーターマンが引退するのに伴い、多くの規定が改訂、ならびに審査員の大規模な若返り、スポンサーの変更からアウンサンスーチー・グランドメダルの授与などが話題となった。しかし、要求課題曲の量は全盛期の2/3にまで減ってしまっており、ファイナリストは5名までに改められている。ウォーターマン時代とは異なり、審査委員長は毎回変更される見通しである。

## 歴代優勝者
- マイケル・ロール（1963年）
- ラファエル・オロスコ（1966年）
- ラドゥ・ルプー（1969年）
- マレイ・ペライア（1972年）
- ドミトリー・アレクセーエフ（1975年）
- ミシェル・ダルベルト（1978年）
- イアン・ホブソン（1981年）
- ジョン・キムラ・パーカー（1984年）
- ウラディーミル・オフチニコフ（1987年）
- アルトゥール・ピサロ（1990年）
- リカルド・カストロ（1993年）
- イリヤ・イティン（1996年）
- アレッシオ・バックス（2000年）
- アンティ・シララ（2003年）
- キム・ソヌク（2006年）
- ソフィア・グルャク（2009年）
- フェデリコ・コッリ（2012年）
- アンナ・ツィブラエワ (2015年)
- エリック・ルー (2018年)
- アリム・ベイセムバイェフ (2021年)[4]
- Jaeden Izik-Dzurko(2024)

## 著名な入賞者
- 内田光子：第2位（1975年）
- アンドラーシュ・シフ：第3位（1975年）
- アルトゥール・モレイラ・リマ：第3位（1969年）
- 小川典子：第3位（1987年）
- アンヌ・ケフェレック：第5位（1969年）